# Alta scuola di arti musicali

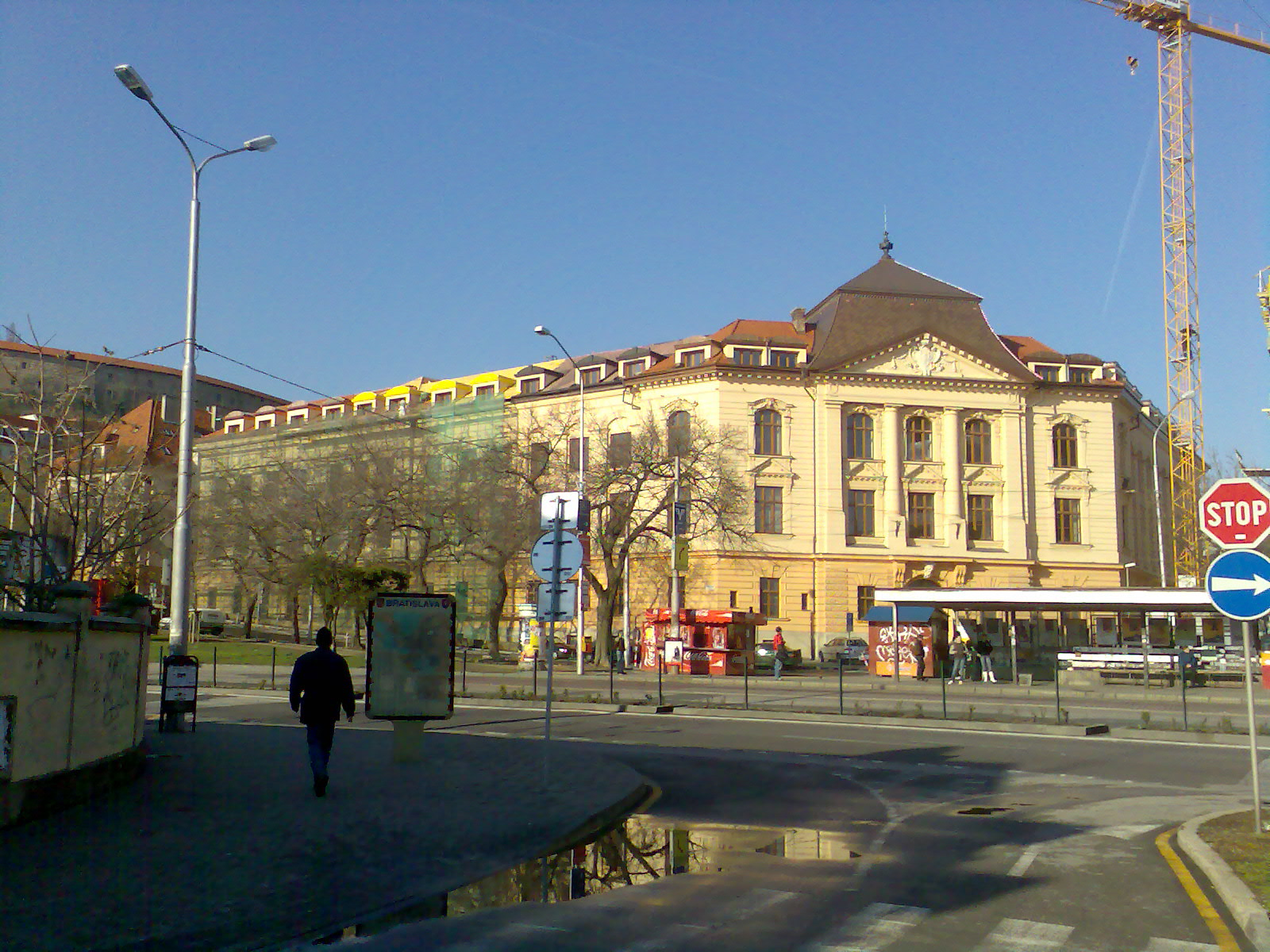
La facoltà di musica e danza su Zochová ulica.

L'Alta scuola di arti musicali di Bratislava (in slovacco: Vysoká škola múzických umení v Bratislave, abbreviata VŠMU) è un istituto universitario, che nelle sue facoltà forma professionisti nei settori del teatro, del teatro delle marionette, della musica, della danza, del cinema e della televisione. Fu fondata nel 1949 a Bratislava e prosegue l'attività dell'Accademia musicale e drammatica per la Slovacchia (Hudobná a dramatická akadémia pre Slovensko, abbreviata HADAPS).

## Struttura
L'Alta scuola di arti musicali è articolata in tre facoltà:
- Cinema e televisione
- Musica e danza
- Teatro

Oltre alle cattedre che afferiscono alle singole facoltà, alcuni organismi sono al servizio dell'intera scuola:
- Cattedra di lingue straniere
- Biblioteca
- Centro di arte e scienza

## Rettori
- Ján Strelec (1949-1950)
- Andrej Bagar (1950-1962)
- Oto Ferenczy (1962-1969)
- Alexander Moyzes (1969-1971)
- Rudolf Mrlian (1971-1985)
- Miloš Jurkovič (1985-1994)
- Ivan Parík (1994-1997)
- Milan Čorba (1997-2003)
- Ondrej Šulaj[1][2] (2003-2011)
- Milan Rašla[3] (2011-2015)
- Mária Heinzová[4] (dal 2015)